# Världsfederalism
Världsfederalism är ett synsätt och en framtidsvision - fred och säkerhet i en demokratiskt styrd global union med en federalistisk regering. Man tror att världssamfundet kan minimera risken för krig genom att skapa en sådan union av ömsesidigt beroende demokratiska stater och aktiva världsmedborgare som deltar i denna process. 
I Sverige är Föreningen Sveriges Världsfederalister (SVF) den svenska organisationen av World Federalist Movement (WFM), som är en internationell rörelse, som sedan 1947 har verkat för reformering och demokratisering av Förenta Nationerna och för en starkare global rättsordning.